# 애들레이 E. 스티븐슨
애들레이 유잉 스티븐슨(영어: Adlai Ewing Stevenson, 1835년 10월 23일 ~ 1914년 6월 14일)은 미국의 민주당 정치인으로 자신의 정치적 절제와 타협을 위한 본능적 욕망으로 좋아하고 존경을 받는 정치인이었다. 이 실력들은 그가 결국적으로 23대 부통령 (1893년 ~ 1897년)으로 지낸 국가 정치의 정상으로 그를 이끌었다.

## 어린 시절

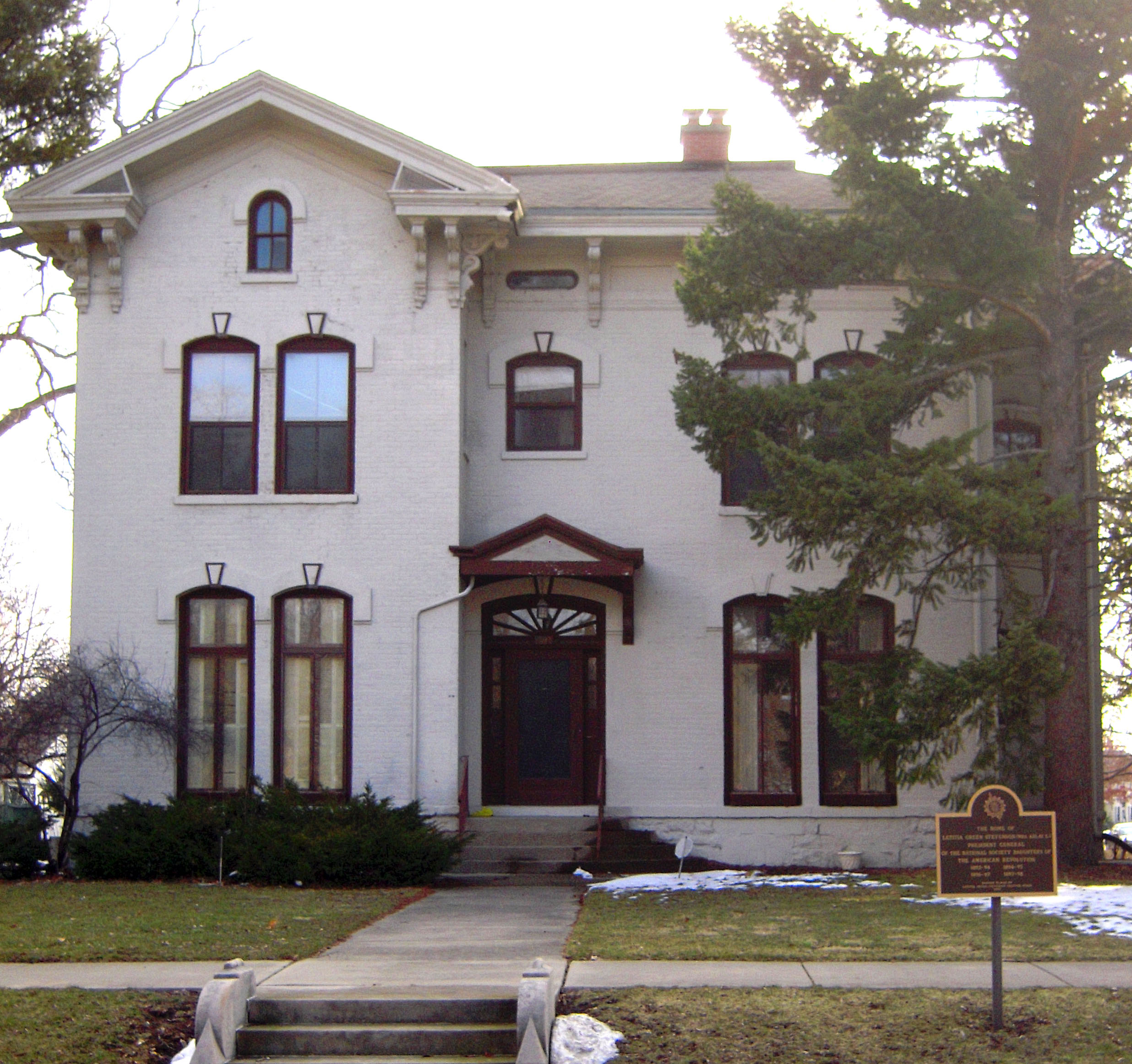
블루밍턴에 있는 스티븐슨의 저택

켄터키주 크리스천군에서 담배 농부 존 터너 스티븐슨과 일라이자 앤 유잉 스티븐슨에게 태어났다. 1852년 큰 서리가 가족의 담배 농작물을 망쳐 가족이 일리노이주 블루밍턴으로 이주하는 데 촉구하였다. 블루밍턴에서 어린 애들레이는 대학에 들어가는 데 돈을 벌기 위한 목적으로 부친의 제재소에서 일하고, 학교에서 가르쳤다. 그는 결국적으로 켄터키주 댄빌에 있는 장로교 운영의 센트레 칼리지에 입학하였고, 거기서 훗날의 부인 레티티아 그린을 만났다. 그는 후에 일리노이 웨즐리언 대학교에서 수학하였다. 1857년 부친의 사망에 스티븐슨은 블루밍턴으로 돌아와 법학을 전공하여 1858년 일리노이주 법정으로 수용되었다. 남북 전쟁이 일어난 동안 그는 우드퍼드군의 순회 재판소의 공문서 보관관을 지냈고, 일리노이주 지원 보병 108 연대를 결성하였다. 전쟁에 이어 그는 23 사법 구역을 위한 기소 변호사로서 1865년부터 1869년까지 4개의 기간을 지냈다. 그러고나서 자신의 사촌 제임스 유잉과 함께 성공적인 법률 실행을 개업하였다. 1866년 스티븐슨은 긴 구애 후에 레티티아와 결혼하였다.

## 정치 경력

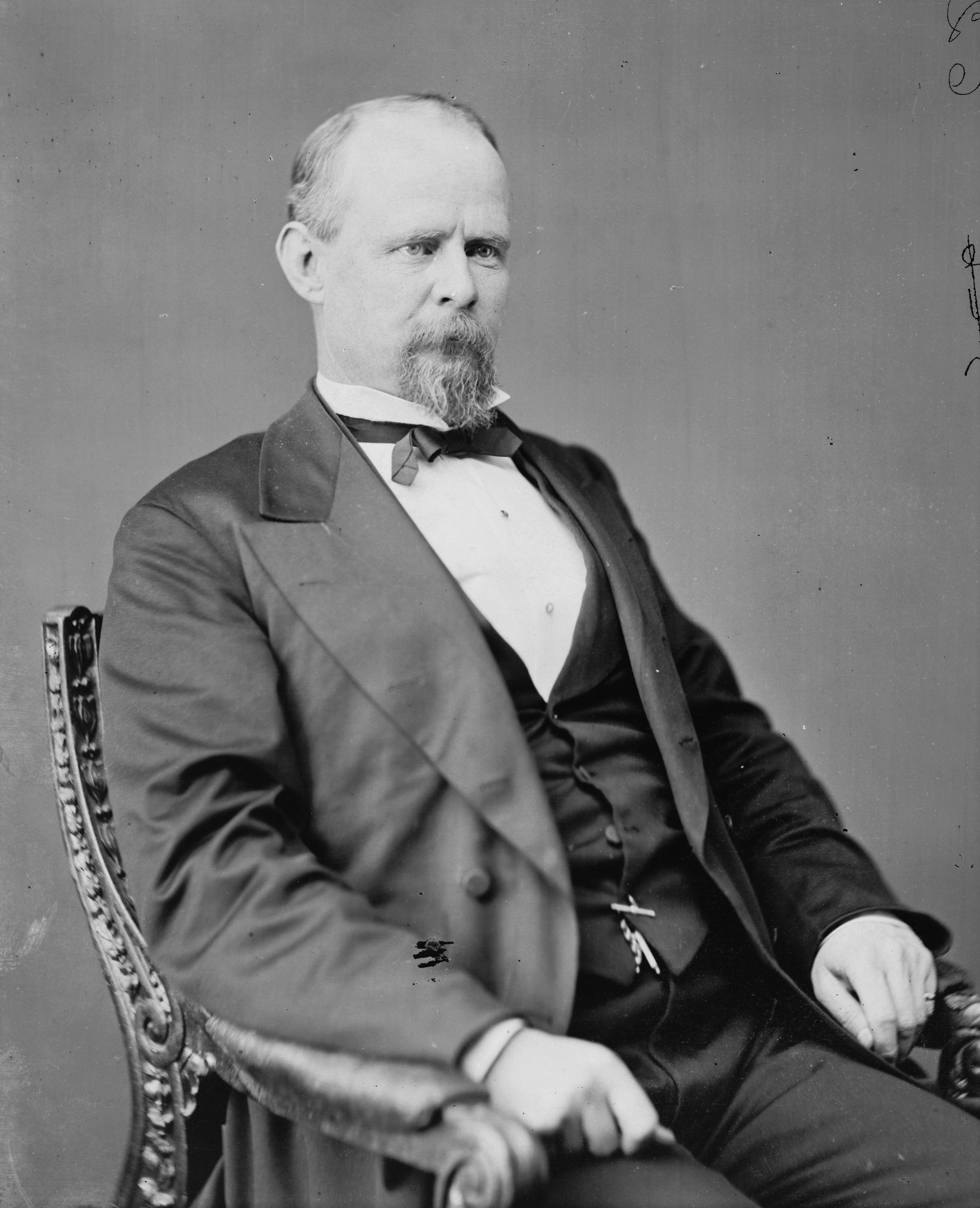
연방 하원 시절의 스티븐슨

스티븐슨이 정치에 빠져들었어도 그는 에이브러햄 링컨을 상대로 1858년 상원 경주에 스티븐 더글러스를 위하여 선거 운동을 벌였고, 1864년 미국 대통령 선거가 열린 동안 대통령 선거인을 지냈으며, 연방 하원으로 일리노이주의 몇몇의 민주당 대표들 중의 하나가 되는 데 자신이 공화당 현직자를 꺾었을 때 1874년꺼지 그의 정치 경력은 진지하게 시작되지 않았다. 스티븐슨은 단 하나의 기간을 지냈으나 1876년 실패한 경제와 공화당의 근거지로서 국가의 전통적 지위에 자본화한 공화당 도전자에 의하여 꺾였다. 하지만 스티븐슨은 1878년 연방 하원을 위하여 다시 나가 이겨 1881년까지 지냈다.
1885년 새롭게 선출된 그로버 클리블랜드 대통령은 스티븐슨을 초대 우정차관으로 임명하였다. 임명은 영광으로 여겨졌으며 스티븐슨은 엽관제의 큰 부분을 통제하는 기회를 즐겼다. 우정차관으로서 자신의 4년 기간 동안 스티븐슨은 민주당원들과 함께 40,000명 이상의 공화당 우편 직원들을 대체하여 자신에 "사형 집행인"이란 별명을 얻었다. 자신의 기간이 완료된 후, 그는 블루밍턴에서 자신의 법률 실행으로 복귀하였다. 1892년 민주당은 대통령을 위하여 다시 그로버 클리블랜드를 후보 지명하였고, 많은 관찰자들에게 놀랍게도 스티븐슨은 부통령으로서 후보 지명되었다.

## 제23대 부통령

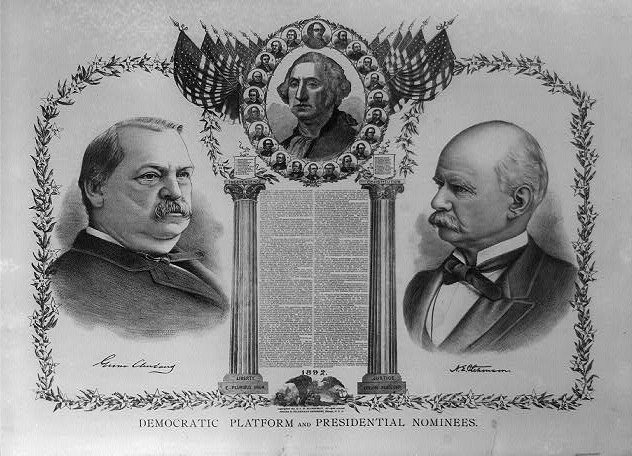
그로버 클리블랜드와 스티븐슨의 1892년 미국 대통령 선거 운동 포스터

부통령 후보 지명자로서 스티븐슨은 공천 후보에 필요했던 균형을 마련하였다. 그의 고향 주인 일리노이주는 클리블랜드의 선거 희망들로 중요하게 숙고되었고, 거기서 스티븐슨의 인기는 자산으로 간주되었다. 추가적으로 화폐 개혁에 스티븐슨의 견해들은 클리블랜드의 금본위제를 보증한 자들과 호의적으로 대조하였고, 공천후보의 매력을 넓히는 도움을 주었다. 더우기 스티븐슨은 활기차고 인기있는 운동가였으며, 우정차관으로서 그의 업무는 민주당에서 그에게 많은 제휴자들을 얻었다. 클리블랜드는 그해 가을 선거를 이겼고, 스티븐슨은 1893년 3월 3일 부통령으로서 선서되었다. 스티븐슨 부통령은 워싱턴 D. C.의 사회 현장에 정착물과 열정적인 공무원 둘다였다. 그는 정규적으로 기자들에게 자신의 사무소들을 개업하였고, 연방 상원에 감리에 있어 상당한 즐거움을 찾았다. 주목할 만한 경우에그는 클리블랜드 대통령이 입 천장으로부터 자라나는 악성 질환을 제거하는 데 수술을 받았을 때 아무도 모르게 거의 미국의 대통령이 되었다. 클리블랜드는 대통령직으로 승천하는 "어음" 옹호자의 전망과 함께 월스트리트에서 공포를 일으키지 않기로 열망하였고, 뉴욕에서 요트에 비밀리에 수술을 하였다. 스티븐슨을 포함한 내각 일원들 마저 클리블랜드의 건강 문제에 관하여 크게 심각성을 알지 못하였다. 수술은 성공적이었고, 그것에 관한 자세한 사항은 1917년까지 공개되지 않았다. 부통령으로서 스티븐슨은 가끔 전국을 다녔다. 민주당원들이 엄청난 패배를 겪은 1894년의 중간 선거의 발생에 그는 이 여행을 민주당의 동부와 서부 당파들 사이에 격차를 해소하는 기회로서 이용하였다. 1896년 자신이 가능한 대통령 후보로서 잠시 숙고되었어도 그는 제한된 지지를 받았고, 많은 클리블랜드의 민주당원들의 주저함에 불구하고 결국적으로 민주당 후보 윌리엄 제닝스 브라이언을 보증하였다. 직무를 떠난 후, 스티븐슨은 정치로부터 일시적 중지를 가졌으나 1900년 미국 대통령 선거에서 브라이언의 러닝메이트로서 다시 나타났다. 격렬하게 운동을 벌였음에 불구하고, 그들은 공화당의 윌리엄 매킨리와 시어도어 루스벨트 공천 후보에게 패하였다.

## 최종 세월
1900년 선거 패배 후, 스티븐슨은 블루밍턴에서 개인적 실행으로 복귀하여 일리노이주지사를 위하여 비성공적인 출마를 이루었을 때 1908년까지 조용히 일하였다. 자신의 패배에 이어 그는 결국 정계 은퇴를 하여 1914년 6월 14일 시카고에서 자신의 사망까지 연장자 정치인으로서 조용한 생활을 살았다. 그의 손자 애들레이 E. 스티븐슨 2세는 일리노이주지사를 지내고, 1952년과 1956년 대통령을 위하여 민주당 후보로서 지명되었으며 둘다 드와이트 D. 아이젠하워에게 패하였다. 증손자 애들레이 E. 스티븐슨 3세는 일리노이주 연방 상원을 지내고, 두번이나 주지사를 위하여 출마하였으며 1976년 부통령 후보 지명을 위하여 경쟁자로서 자신이 숙고되었다.

## 역대 선거 결과
| 선거명      | 직책명                         | 대수 | 정당   | 득표율 | 득표수 (선거인단)   | 결과 | 당락                     |
| ----------- | ------------------------------ | ---- | ------ | ------ | ------------------- | ---- | ------------------------ |
| 1872년 선거 | 하원의원 (일리노이 제13선거구) | 44대 | 민주당 | 52.60% | 11,135표            | 1위  | 일리노이주 하원의원 당선 |
| 1874년 선거 | 하원의원 (일리노이 제13선거구) | 45대 | 민주당 | 49.60% | 14,987표            | 2위  | 낙선                     |
| 1876년 선거 | 하원의원 (일리노이 제13선거구) | 46대 | 민주당 | 53.22% | 13,871표            | 1위  | 일리노이주 하원의원 당선 |
| 1878년 선거 | 하원의원 (일리노이 제13선거구) | 47대 | 민주당 | 49.51% | 16,115표            | 2위  | 낙선                     |
| 1880년 선거 | 하원의원 (일리노이 제14선거구) | 48대 | 민주당 | 46.66% | 14,598표            | 2위  | 낙선                     |
| 1892년 선거 | 미국의 부통령                  | 23대 | 민주당 | 46.05% | 5,551,883표 (277명) | 1위  | 미국의 부통령 당선       |
| 1900년 선거 | 미국의 부통령                  | 25대 | 민주당 | 45.51% | 6,358,345표 (155명) | 2위  | 낙선                     |
| 1908년 선거 | 일리노이 주지사                | 23대 | 민주당 | 45.64% | 526,912표           | 2위  | 낙선                     |